# كأس بلغاريا 1974–75
كأس بلغاريا 1974–75 (بالبلغارية: Купа на Съветската армия 1974/75)‏ هو موسم من كأس بلغاريا. أشرف على تنظيمه اتحاد بلغاريا لكرة القدم، وفاز فيه سلافيا صوفيا.